# Shūkan Shōnen Jump
Shūkan Shōnen Jump (jap. 週刊少年ジャンプ Shūkan Shōnen Janpu; ang. Weekly Shōnen Jump) – japoński tygodnik z mangami shōnen, wydawany przez Shūeishę w ramach magazynu Jump. Pierwszy numer ukazał się 2 lipca 1968 roku, co czyni go jednym z najstarszych magazynów o tematyce mangi Japonii. Rozdziały, ukazywane w magazynie, są zbierane i publikowane jako tomiki w Jump Comics co 2-3 miesiące.
Redaktorem naczelnym jest Yoshihisa Heishi. Średni nakład tygodnika w 2016 roku oscylował w okolicach 2 141 000 egzemplarzy.

## Historia
Shūkan Shōnen Jump został wydany po raz pierwszy przez Shūeisha 2 lipca 1968 roku, aby konkurować z Shūkan Shōnen Magazine oraz Shūkan Shōnen Sunday, które odnosiły na rynku komercyjny sukces. Bliźniaczym projektem Shūkan Shōnen Jump był magazyn Shōnen Book, który skupiał w sobie historię typu shōjo. Przed wydaniem 20 numeru, Shūkan Shōnen Jump nazwa tygodnika została zmieniana na prostszą – Shōnen Jump. W 1969 roku Shōnen Book zaprzestał publikacji, a Shōnen Jump stał się tygodnikiem.
W 2013 roku, z okazji 45-lecia istnienia czasopisma, wydawcy zorganizowali konkurs na mangę w językach angielskim, japońskim lub chińskim. Przewidziano wręczenie czterech nagród: głównej oraz pojedynczej dla każdej z wersji językowych. Ponadto każdy z laureatów otrzymał 500 tysięcy jenów i publikację swojego dzieła w jednym z magazynów Jump.
Shūkan Shōnen Jump wraz z wydawnictwem Shūeisha organizuje coroczny konkurs dla nowych twórców mang, podczas trwania którego mają stworzyć jak najlepszy one-shot. Nagroda Tezuki została nazwana od imienia pioniera mangi – Osamu Tezuki jest przyznawana mangom o zupełnie nowym stylu opowieści. Nagroda Akatsuki została nazwana od imienia pioniera mang komediowych – Fujio Akatsuki i jest przyznawana za najlepsze mangi komediowe oraz gagi użyte w mandze.

## Wydawane serie
Lista niektórych serii publikowanych w Shūkan Shōnen Jump:
| Tytuł | Autor                  | Lata      |
| --- | ---------------------- | --------- |
| Harenchi gakuen (jap. ハレンチ学園 Harenchi Gakuen)                                                                                          | Gō Nagai               | 1968–1972 |
| Dokonjō gaeru (jap. ど根性ガエル Dokonjō Gaeru)                                                                                              | Yasumi Yoshizawa       | 1970–1976 |
| Lion books (jap. ライオンブックス Lion Books)                                                                                                | Osamu Tezuka           | 1971–1973 |
| Kōya no shōnen Isamu (jap. 荒野の少年イサム Kōya no shōnen Isamu)                                                                            | Isao Takahata          | 1973–1974 |
| Mazinger Z (jap. マジンガーZ Majingā Zetto)                                                                                                  | Gō Nagai               | 1972–1974 |
| Hiroszima 1945. Bosonogi Gen (jap. はだしのゲン Hadashi no Gen)                                                                              | Keiji Nakazawa         | 1973–1974 |
| Play Ball (jap. プレイボール Purei Bōru) | Akio Chiba             | 1973–1978 |
| Kochira Katsushika-ku Kameari Kōen mae hashutsujo (jap. こちら葛飾区亀有公園前派出所 Kochira Katsushika-ku Kameari Kōen Mae Hashutsujo)      | Osamu Akimoto          | 1976–2016 |
| Ring ni Kakero (jap. リングにかけろ Ringu ni Kakero)                                                                                         | Masami Kurumada        | 1977–1981 |
| Kobura (jap. コブラ Kobura) | Buichi Terasawa        | 1978–1984 |
| Kinnikuman (jap. キン肉マン Kinnikuman) | Yudetamago             | 1979–1987 |
| Dr. Slump (jap. Dr. スランプ Dokutā Suranpu)                                                                                                 | Akira Toriyama         | 1980–1984 |
| High School! Kimengumi (jap. ハイスクール!奇面組 Haisukūru! Kimengumi)                                                                       | Motoei Shinzawa        | 1980–1987 |
| Kapitan Jastrząb (jap. キャプテン翼 Kyaputen Tsubasa)                                                                                        | Yōichi Takahashi       | 1981–1988 |
| Cat’s Eye (jap. キャッツ♥アイ Kyattsu Ai) | Tsukasa Hōjō           | 1981–1985 |
| Stop!! Hibari-kun! (jap. ストップ!!ひばりくん! Sutoppu!! Hibari-kun!)                                                                        | Hisashi Eguchi         | 1981–1983 |
| Fūma no Kojirō (jap. 風魔の小次郎 Fūma no Kojirō)                                                                                            | Masami Kurumada        | 1982–1983 |
| Hokuto no Ken (jap. 北斗の拳 Hokuto no Ken)                                                                                                  | Buronson               | 1983–1988 |
| Ginga: nagareboshi Gin (jap. 銀牙-流れ星銀- Ginga: Nagareboshi Gin)                                                                          | Yoshihiro Takahashi    | 1983–1987 |
| Kimagure Orange Road (jap. きまぐれオレンジ☆ロード Kimagure Orenji Rōdo)                                                                     | Izumi Matsumoto        | 1984–1987 |
| Dragon Ball (jap. ドラゴンボール Doragon Bōru)                                                                                               | Akira Toriyama         | 1984–1995 |
| City Hunter (jap. シティーハンター Shitī Hantā)                                                                                              | Tsukasa Hōjō           | 1985–1991 |
| Sakigake!! Otokojuku (jap. 魁!!男塾 Sakigake!! Otokojuku)                                                                                    | Akira Miyashita        | 1985–1991 |
| Rycerze Zodiaku (jap. 聖闘士星矢 Seinto Seiya)                                                                                               | Masami Kurumada        | 1986–1990 |
| JoJo’s Bizarre Adventure (jap. ジョジョの奇妙な冒険 Jojo no kimyō na bōken)                                                                  | Hirohiko Araki         | od 1987   |
| Bastard!! Ankoku no hakaishin (jap. BASTARD!!-暗黒の破壊神- Basutādo!! Ankoku no Hakaishin)                                                  | Kazushi Hagiwara       | od 1988   |
| Dragon Quest: Dai no daibōken (jap. ドラゴンクエストダイの大冒険 Doragon Kuesuto: Dai no Daibōken)                                           | Riku Sanjō             | 1989–1996 |
| Video Girl Ai (jap. 電影少女 Den'ei Shōjo)                                                                                                   | Masakazu Katsura       | 1989–1992 |
| Slam Dunk (jap. スラムダンク Suramu Danku)                                                                                                   | Takehiko Inoue         | 1990–1996 |
| Yū Yū Hakusho (jap. 幽☆遊☆白書 Yū Yū Hakusho)                                                                                                | Yoshihiro Togashi      | 1990–1994 |
| Ninkū (jap. 忍空 Ninkū) | Kōji Kiriyama          | 1993–1995 |
| Jigoku sensei Nūbē (jap. 地獄先生ぬ〜べ〜 Jigoku Sensei Nūbē)                                                                                | Makura Shō             | 1993–1999 |
| Rurōni Kenshin (jap. るろうに剣心-明治剣客浪漫譚- Rurōni Kenshin -Meiji Kenkaku Rōmantan-)                                                   | Nobuhiro Watsuki       | 1994–1999 |
| Sexy commando gaiden: sugoi yo!! Masaru-san (jap. セクシーコマンドー外伝 すごいよ!!マサルさん Sekushī Komandō Gaiden: Sugoi yo!! Masaru-san) | Kyosuke Usuta          | 1995–1997 |
| Łowca dusz (jap. 仙界伝封神演義 Senkai-den Hōshin Engi)                                                                                      | Ryū Fujisaki           | 1996–2000 |
| Yu-Gi-Oh! (jap. 遊☆戯☆王 Yūgiō) | Kazuki Takahashi       | 1996–2004 |
| I"s (jap. アイズ aizu) | Masakazu Katsura       | 1997–2000 |
| One Piece (jap. ワンピース Wan Pīsu) | Eiichirō Oda           | od 1997   |
| Kowa! (jap. こわ! Kowa!) | Akira Toriyama         | 1997–1998 |
| Rookies (jap. ルーキーズ Rūkīzu) | Masanori Morita        | 1998–2003 |
| Whistle! (jap. ホイッスル! Hoissuru!) | Daisuke Higuchi        | 1998–2002 |
| Hunter × Hunter (jap. ハンター×ハンター Hantā Hantā)                                                                                         | Yoshihiro Togashi      | od 1998   |
| Król szamanów (jap. シャーマンキング Shāman kingu)                                                                                           | Hiroyuki Takei         | 1998–2004 |
| Hikaru no go (jap. ヒカルの碁 Hikaru no Go)                                                                                                  | Yumi Hotta             | 1998–2003 |
| Tennis no ōjisama (jap. テニスの王子様 Tenisu no ōjisama)                                                                                    | Takeshi Konomi         | 1999–2008 |
| Zombiepowder. (jap. ゾンビパウダー Zonbi Paudā)                                                                                              | Tite Kubo              | 1999–2000 |
| Naruto (jap. ナルト Naruto) | Masashi Kishimoto      | 1999–2014 |
| Black Cat (jap. ブラック・キャット Burakku Kyatto)                                                                                           | Kentaro Yabuki         | 2000–2004 |
| Bobobo-bo Bo-bobo (jap. ボボボーボ・ボーボボ Bobobōbo Bōbobo)                                                                                | Yoshio Sawai           | 2001–2005 |
| Bleach (jap. ブリーチ Burīchi) | Tite Kubo              | 2002–2016 |
| Ichigo 100% (jap. いちご100% Ichigo 100%) | Mizuki Kawashita       | 2002–2005 |
| Eyeshield 21 (jap. アイシールド21 Aishīrudo Nijūichi)                                                                                        | Riichiro Inagaki       | 2002–2009 |
| Busō Renkin (jap. 武装 錬金 Busō Renkin) | Nobuhiro Watsuki       | 2003–2005 |
| Death Note (jap. デスノート Desu nōto) | Tsugumi Ōba            | 2003–2006 |
| Gintama (jap. 銀魂 Gintama) | Hideaki Sorachi        | od 2003   |
| Katekyō Hitman Reborn! (jap. 家庭教師ヒットマンREBORN! Kateikyōshi Hittoman Ribōn!)                                                          | Akira Amano            | 2004–2012 |
| D.Gray-man (jap. ディー・グレイマン Dī Gureiman)                                                                                             | Katsura Hoshino        | od 2004   |
| Majin Tantei Nōgami Neuro (jap. 魔人探偵 脳噛ネウロ Majin Tantei Nōgami Neuro)                                                               | Yūsei Matsui           | 2005–2009 |
| To Love-Ru (jap. To LOVE-る-とらぶる- To LOVE-ru)                                                                                            | Saki Hasemi            | 2006–2009 |
| Sket Dance (jap. スケット・ダンス Suketto Dansu)                                                                                             | Kenta Shinohara        | 2007–2013 |
| Hatsukoi Limited (jap. 初恋限定. Hatsukoi Gentei.)                                                                                           | Mizuki Kawashita       | 2007–2008 |
| Psyren (jap. PSYЯEN-サイレン- Sairen) | Toshiaki Iwashiro      | 2007–2010 |
| Nurarihyon no mago (jap. ぬらりひょんの孫 Nurarihyon no Mago)                                                                                | Hiroshi Shiibashi      | 2008–2012 |
| Toriko (jap. トリコ Toriko) | Mitsutoshi Shimabukuro | 2008–2016 |
| Bakuman (jap. バクマン。 Bakuman。) | Tsugumi Ōba            | 2008–2012 |
| Kuroko’s Basket (jap. 黒子のバスケ Kuroko no basuke)                                                                                         | Tadatoshi Fujimaki     | 2008–2014 |
| Beelzebub (jap. べるぜバブ Beruzebabu) | Ryūhei Tamura          | 2009–2014 |
| Medaka Box (jap. めだかボックス Medaka Bokkusu)                                                                                              | Nisio Isin             | 2009–2013 |
| Әnígmә (jap. エニグマ Eniguma) | Kenji Sakaki           | 2010–2011 |
| Haikyu!! (jap. ハイキュー!! Haikyū!!) | Haruichi Furudate      | 2012–2020 |
| Klasa skrytobójców (jap. 暗殺教室 Ansatsu Kyōshitsu)                                                                                         | Yūsei Matsui           | 2012–2016 |
| Kulinarne pojedynki (jap. 食戟のソーマ Shokugeki no Sōma)                                                                                    | Yūto Tsukuda           | 2012–2019 |
| My Hero Academia – Akademia bohaterów (jap. 僕のヒーローアカデミア Boku no Hīrō Akademia)                                                    | Kōhei Horikoshi        | od 2014   |
| Boruto: Naruto Next Generations (jap. BORUTO-ボルト- NARUTO NEXT GENERATIONS)                                                                | Ukyō Kodachi           | od 2016   |